# Jaú do Tocantins
Jaú do Tocantins là một đô thị thuộc bang Tocantins, Brasil. Đô thị này có diện tích 2173,038 km², dân số năm 2007 là 3789 người, mật độ 1,74 người/km².